# Scott Whyte
Scott William Whyte (nacido el 8 de enero de 1978) es un actor estadounidense, conocido por su papel de Chris Anderson en City Guys. También ha aparecido en series de televisión como That '70s Show y Just Shoot Me! y las películas D2: The Mighty Ducks y su secuela, D3, como personajes diferentes.

## Biografía
Whyte ha pasado toda su vida viviendo en South Bay de California. Siempre interesado en las artes, ha ido saltando de una forma a otra, habiendo pasado tiempo en la animación y tocando música, todo mientras mantiene una carrera como actor. También asistió brevemente a la Universidad del Sur de California hasta que consiguió un papel protagónico en City Guys de NBC. Hizo su debut cinematográfico en la película de Mel Gibson/Kurt Russell Tequila Sunrise. A los 10 años, después de ver Raiders of the Lost Ark', Whyte pensó que podría convertirse en el próximo Indiana Jones. Pero después de romperse la muñeca al colgarse de un árbol, puso su mirada en el objetivo de convertirse en actor, para poder "hacer todas esas cosas divertidas y no lastimarse". Consiguió su primer papel a la edad de 13 años, apareciendo en un comercial de Pop Tarts, y luego apareció en la serie de televisión That '70s Show,Just Shoot Me!, The Nanny, Full House y Hang Time de NBC, junto con la serie de televisión "Sopa de pollo para el alma", basada en los libros más vendidos. Sus películas recientes incluyen  Reeker ,  The Fallen Ones ,  Voodoo Moon ,  Death Row  y  All In  . También da voz al Sr. Graham en el videojuego Mighty No. 9 y proporciona voces en Infamous Second Son Batman: Arkham Knight, Mad Max, Transformers: Devastation, Skylanders: SuperChargers y Counter-Strike: Global Offensive.

## Carrera
Whyte hizo su debut cinematográfico en la película de Mel Gibson / Kurt Russell " Tequila Sunrise".
Consiguió su primera parte a la edad de 13 años, apareciendo en un comercial de Pop Tarts, y luego apareció en la serie de televisión That '70s Show, Just Shoot Me !, The Nanny , Full House y Hang Time de NBC, junto con la serie de televisión "Sopa de pollo para el alma", basada en los libros más vendidos.
Sus películas recientes incluyen Reeker, The Fallen Ones, Voodoo Moon, Death Row y All In . También da voz al Sr. Graham en el videojuego Mighty No. 9 y proporciona voces en Infamous Second Son Batman: Arkham Knight,  Mad Max, Transformers: Devastation, Skylanders: SuperChargers y Counter-Strike: Global Offensive.
En 2020, Whyte se convirtió en la nueva voz de Crash Bandicoot en Crash Bandicoot 4: It's About Time, reemplazando a Jess Harnell respectivamente.

## Filmografía

### Películas
| Año  | Título                                         | Personaje                    | Notas           |
| ---- | ---------------------------------------------- | ---------------------------- | --------------- |
| 1988 | Tequila Sunrise                                | Chico en la fiesta           | Sin acreditar   |
| 1994 | D2: The Mighty Ducks                           | Gunner Stahl                 |                 |
| 1996 | D3: The Mighty Ducks                           | Scott "Scooter" Holland      |                 |
| 2005 | Reeker                                         | Trip                         |                 |
| 2005 | The Fallen Ones                                | Mickey                       |                 |
| 2006 | All In                                         | Barrett                      |                 |
| 2007 | Ghosts of Goldfield                            | Dean                         | Directo a video |
| 2008 | Stiletto                                       | Oficial Stone                | Directo a video |
| 2009 | Dark House                                     | Moreton                      |                 |
| 2012 | Wyatt Earp's Revenge                           | Charlie Bassett              | Directo a video |
| 2014 | Wings                                          | Red Tractor, Rinaldo (voces) | [ 1 ]           |
| 2014 | Someone Marry Barry                            | Angry Man in Audience        |                 |
| 2015 | Faith of Our Fathers                           | Edward "Eddie" Adams         |                 |
| 2016 | The Land Before Time XIV: Journey of the Brave | Bron (voz)                   | Directo a video |
| 2019 | Missing Link                                   | New Worlder (voz)            |                 |

### Televisión
| Año       | Título                                  | Personaje                                  | Notas                                                  |
| --------- | --------------------------------------- | ------------------------------------------ | ------------------------------------------------------ |
| 1994      | Full House                              | Jason                                      | Episodio: "Stephanie's Wild Ride"                      |
| 1995      | The Nanny                               | Sean                                       | Episodio: "A Kiss Is Just a Kiss"                      |
| 1997      | Hang Time                               | Joey                                       | Episodio: "Fighting Words"                             |
| 1997–2001 | City Guys                               | Chris Anderson                             | 105 episodios                                          |
| 1999      | That '70s Show                          | David Milbank                              | Episodio: "A New Hope"                                 |
| 2000      | Malibu, CA                              | Ned                                        | Episodio: "Big Daddy"                                  |
| 2001–2002 | Chicken Soup for the Soul               | Host                                       |                                                        |
| 2002      | Just Shoot Me!                          | Rob                                        | Episodio: "Friends and Neighbors"                      |
| 2006      | Voodoo Moon                             | Billy                                      | Television film                                        |
| 2006      | Death Row                               | Brian                                      | Television film                                        |
| 2007      | All of Us                               | James                                      | Episodio: "Sins of the Father"                         |
| 2008–2013 | The Garfield Show                       | Additional Voices                          | 5 episodios                                            |
| 2011      | Jimmy Kimmel Live!                      | Announcer (voz)                            | 1 episodio                                             |
| 2013      | Mad                                     | Spock, Hawkeye (voces)                     | Episodio: "Star Blecch Into Dumbness/Stark Tank"       |
| 2015      | Eye Candy                               | Hunter                                     | 9 episodios                                            |
| 2015      | Nicky, Ricky, Dicky & Dawn              | DJ (voz)                                   | Episodio: "I Want Candace"                             |
| 2015      | Doc McStuffins                          | Chaz (voz)                                 | Episodio: "Twin Tweaks"                                |
| 2016      | Rolling with the Ronks!                 | Walter (voz)                               | 10 episodios                                           |
| 2017      | The Inspectors                          | Joel                                       | Episodio: "Surveillance 101"                           |
| 2019      | Love, Death & Robots                    | Jake, Simon, Future Nazi (voices)          | 3 episodios                                            |
| 2019      | Alternatino with Arturo Castro          | Wise Owl (voz)                             | Episodio: "The Neighbor"                               |
| 2019      | Carmen Sandiego'                        | Otter Man                                  | Episodio: "The Stockholm Syndrome Caper"               |
| 2020      | Tower of God                            | Shibisu, Hyun Seoung, Leo Clocker (voices) | Doblaje Inglés 6 episodios                             |
| 2020      | American Dad!                           | Train Actor (voz)                          | Episode: "The Last Ride of the Dodge City Rambler"     |
| 2020      | Miraculous: Tales of Ladybug & Cat Noir | Sparrow (voz)                              | Episodio: "Miraculous World: New York - United HeroeZ" |

### Videojuegos
| Año     | Título                                           | Personaje                                                                                                   | Notas                      |
| ------- | ------------------------------------------------ | --- | -------------------------- |
| 2010    | Transformers: War for Cybertron                  | Jazz |                            |
| 2010    | Crackdown 2                                      | Voces adicionales                                                                                           |                            |
| 2011    | Star Wars: The Old Republic                      | Brant Organa, Colony Security Officer, Lieutenant Torve, MP-77, Private Vekker, Sergeant Vandal, Kai Zykken |                            |
| 2012    | Diablo III                                       | Voces adicionales                                                                                           |                            |
| 2012    | Counter-Strike: Global Offensive                 | Anarquistas                                                                                                 |                            |
| 2012    | Call of Duty: Black Ops II                       | Multijugador                                                                                                |                            |
| 2013    | Fuse                                             | Grigori, Scientist #2, Raven Guard                                                                          | [ 1 ]                      |
| 2013    | Teenage Mutant Ninja Turtles: Out of the Shadows | Leonardo | [ 1 ]                      |
| 2013–16 | Skylanders series                                | Marshall Wheelock, Funny Bone                                                                               |                            |
| 2013    | Call of Duty: Ghosts                             | Male Soldier #2                                                                                             | Sin acreditar              |
| 2014    | Infamous Second Son                              | Constable, Rebel #2, Rebel #4                                                                               |                            |
| 2014    | Transformers: Rise of the Dark Spark             | Hardshell, Decepticon Schemer, Lockdown Soldier                                                             | [ 1 ]                      |
| 2014    | Infamous First Light                             | Voces adicionales                                                                                           |                            |
| 2014    | The Sims 4                                       | Sim |                            |
| 2014    | Sunset Overdrive                                 | Fizzie, Scab                                                                                                |                            |
| 2014    | Call of Duty: Advanced Warfare                   | Jackson, Voces adicionales                                                                                  |                            |
| 2015    | The Order: 1886                                  | Voces adicionales                                                                                           |                            |
| 2015    | Lego Jurassic World                              | Voces adicionales                                                                                           |                            |
| 2015    | Batman: Arkham Knight                            | Henchmen |                            |
| 2015    | Mad Max                                          | Voces adicionales                                                                                           |                            |
| 2015    | Lego Dimensions                                  | Voces adicionales                                                                                           |                            |
| 2015    | Transformers: Devastation                        | Starscream, Skywarp, Rumble                                                                                 | [ 1 ]                      |
| 2015    | Halo 5: Guardians                                | Marine, Scientist                                                                                           |                            |
| 2015    | Star Wars Battlefront                            | Leema Kai                                                                                                   |                            |
| 2016    | Lego Marvel's Avengers                           | Hulkling |                            |
| 2016    | Ratchet & Clank                                  | Blarg Scientist, Don Wonderstar, Blargian Snagglebeast, Blarg #2                                            | [ 1 ]                      |
| 2016    | Mighty No. 9                                     | Mr. Gregory Graham                                                                                          | Versión Inglesa            |
| 2016    | Lego Star Wars: The Force Awakens                | Voces adicionales                                                                                           |                            |
| 2016    | Titanfall 2                                      | Scientist                                                                                                   | [ 1 ]                      |
| 2016    | Final Fantasy XV                                 | Voces adicionales                                                                                           | Versión Inglesa            |
| 2017    | Agents of Mayhem                                 | Pride Trooper, Pride Technician                                                                             |                            |
| 2018    | Far Cry 5                                        | Versión Inglesa                                                                                             |                            |
| 2018    | God of War                                       | Versión Inglesa                                                                                             |                            |
| 2018    | Lego The Incredibles                             | Versión Inglesa                                                                                             |                            |
| 2018    | Spider-Man                                       | Versión Inglesa                                                                                             |                            |
| 2018    | Call of Duty: Black Ops 4                        | Versión Inglesa                                                                                             |                            |
| 2018    | Spyro Reignited Trilogy                          | Versión Inglesa                                                                                             |                            |
| 2018    | Fallout 76                                       | Scout Leader Jaggy, Scout Leader Pompy, Scout Leader Treadly                                                | Wild Appalachia DLC        |
| 2019    | Far Cry New Dawn                                 | Voces adicionales                                                                                           |                            |
| 2019    | Sekiro: Shadows Die Twice                        | Additional Character Performances                                                                           | Versión Inglesa            |
| 2019    | Days Gone                                        | Jessie "Carlos" Williamson, Jim Moore                                                                       | [ 1 ]                      |
| 2019    | Death Stranding                                  | Jake Wind, Nick Easton                                                                                      | [ 1 ]                      |
| 2020    | Final Fantasy VII Remake                         | Voces adicionales                                                                                           | Versión Inglesa            |
| 2020    | Clubhouse Games: 51 Worldwide Classics           | Voces adicionales                                                                                           |                            |
| 2020    | The Last of Us Part II                           | Voces adicionales                                                                                           |                            |
| 2020    | Iron Man VR                                      | Shiled Agent B, News Anchor #3                                                                              |                            |
| 2020    | Wasteland 3                                      | Wealthy Citizen, Cliente en club nocturno                                                                   |                            |
| 2020    | Crash Bandicoot 4: It's About Time               | Crash Bandicoot                                                                                             | Remplazando a Jess Harnell |
| 2020    | Spider-Man: Miles Morales                        | Prisioneros Escapados, Voces adicionales                                                                    | [ 1 ]                      |
| 2020    | Call of Duty: Black Ops Cold War                 | Voces adicionales                                                                                           |                            |
| 2020    | Star Wars: Tales from the Galaxy's Edge          | Voces adicionales                                                                                           |                            |
| 2021    | No More Heroes III                               | Mr. Blackhole                                                                                               |                            |

### Web
| Año       | Título                    | Personaje                               | Notas |
| --------- | ------------------------- | --------------------------------------- | ----- |
| 2017–2018 | Freedom Fighters: The Ray | Blitzkrieg, Barry Allen / Flash (voces) | [ 1 ] |